# دعموص طويل الذيل
دعموص طويل الذيل (الاسم العلمي: Triops longicaudatus)(يُطلق عليه عادةً الروبيان الأمريكي أو روبيان طويل الذيل)، هو نوع من قشريات المياه العذبة من رتبة ظهريات الدرقة، يشبه سرطان حدوة الحصان الصغير. يتميز بجسم ممدود، مشدف، درعه مسطح شبه مسمر الذبل يغطي ثلثي الصدر، وشعيرتان طويلتان على البطن. يأتي اسم الجنس Triops من اليونانية القديمة ὤψ أو ṓps، التي تعني «عين» مسبوقة باللاتينية tri-، «ثلاثة»، في إشارة إلى عيونها الثلاثية. Longicaudatus هو مصطلح حديث لاتيني يجمع بين longus («طويل») وcaudatus («ذيل»)، في إشارة إلى هياكله الطويلة. يوجد دعموص طويل الذيل في غُدران المياه العذبة وبركها، غالبًا في الأماكن التي توجد فيها أشكال قليلة من الحياة الأرقى.